# 長久保城
長久保城（ながくぼじょう）は、静岡県駿東郡長泉町下長窪にあった日本の城。

## 概要
築城時期や築城者は確定されていないが、鎌倉時代初期に竹之下孫八左衛門頼忠が築いた砦が始まりとされる。大友親頼の三男親政が、1439年（永享11年）の足利持氏滅亡（永享の乱）により今川氏に仕え、駿河国駿東郡長久保を領していたため一説には長久保氏の築城とも言われる。
愛鷹山の尾根の末端を利用した平山城で、南に黄瀬川、西にその支流の桃沢川、東に同じく支流の梅ノ木沢川と、三方を川に囲まれた自然地形を活用した縄張りであった。更に、東出丸と本丸の間に藤生沢を源流とした水濠があったとされる。
戦国時代には今川氏、後北条氏、武田氏との間で争奪戦が繰り広げられた。天文14年（1545年）の第二次河東一乱では今川義元軍の攻囲を受け、武蔵国での戦闘を優先した北条幻庵により開城となり、駿東地域からの北条軍撤退の舞台となる。武田信玄による駿河侵攻を経て、天正10年（1582年）の武田氏滅亡後は徳川家康の持城となった。それに伴い天正12年（1584年）には牧野康成が城主となった。天正18年（1590年）の小田原征伐では、箱根越えに際し徳川家康が着陣し、後から入城した豊臣秀吉とともに、山中城や韮山城などの城攻めを含む箱根峠越えの軍議を行ったとされる。関東に家康が移封されると中村一氏の持城となったが、慶長5年（1600年）に移封され長久保城は廃城となった。
現在、本丸跡と二の丸跡は城山の削土や土地改良、道路建設で消滅。八幡曲輪と南曲輪の跡地に建つ城山神社境内に土塁、長泉町立北小学校の周辺に三の丸と空堀の遺構が残り、解説盤がある。また、八幡曲輪・二の丸と三の丸を隔てる空堀を拡幅して作った国道246号裾野バイパス沿いに城址跡の石碑が建立されている。

## 考古資料

### 遺構と現況
城域のほとんどが開発で消失したが、残った遺構は長泉町教育委員会が管理を行っている。八幡曲輪の南端と南曲輪上段は長泉町の城山神社公園となっており、遊具や公衆トイレ、駐車場がある。
- 大手曲輪　開発で消失、宅地に
- 大手門　開発で消失、城山通り城山神社交差点付近
- 本丸　開発で消失、ショッピングモール「ウェルディ長泉」（マックスバリュやトイザらスなどが入る）や裾野警察署下長窪交番に。終戦直後までは曲輪形状が残っていた事が国土地理院の空中写真で判別できる
- 二ノ丸　川側は上記ショッピングモール駐車場、山側は国道246号裾野バイパスと会社倉庫に、バイパス城山交差点に城址碑あり
- 南曲輪　段曲輪の大半と土塁が現存。段曲輪上段は城山神社公園として遊具や公衆トイレあり、段曲輪下段は廃城後に城山神社が建立（手水舎脇に解説盤あり）
- 八幡曲輪　大半が国道246号裾野バイパスで削られ、南端と北端部のみ残る。廃城後、曲輪の社に祀られていた八幡神像が、南西に創建された西願寺に移された
- 三ノ丸　戦後、町立北小学校、農地、宅地、工場に。北小学校正門向かいに空堀と土塁の一部が現存、解説盤あり
- 水濠　工場、倉庫に。水源の藤生沢は水路として現存
- 東出丸　川側は削平されホテルルートイン長泉沼津インター第1、国道246号裾野バイパスや工場に、工場山側の高台は曲輪の続きとして現存も、宅地と畑地で遺構は見られない

### 伝承
牛ヶ淵の悲劇
武田信玄による1570年（元亀元年）の第三次駿河侵攻での落城時に生じたとされる悲劇伝説。乳母や僅かな兵と共に牛車で落ち延びようとした城の萩姫ら一行であったが、東曲輪の東に位置する黄瀬川の淵近くで敵に追い付かれてしまう。すると、折からの豪雨もあり、牛車もろとも淵に転落（投身したとも）して、一行は命を落としてしまった。以来、この淵は牛ヶ淵との名を残し、悲劇を現代まで伝えている。
現在では、淵のすぐ下流側に架橋された泉橋より淵全体を見下ろすことができる。また、淵の西側（城址側）に長泉町役場による解説盤「牛ヶ淵と長久保城の物語」が設置されている。

## 現地情報

### 所在地
- 静岡県駿東郡長泉町下長窪1074

### 交通アクセス
- 徒歩
  - JR御殿場線 長泉なめり駅西口より1km、約15分
    - 長泉なめり駅西口駐輪場内に、事前予約制シェアサイクル「ハレノヒサイクル」あり
- バス
  - 長泉なめり駅西口より富士急シティバスがんセンター線・駿河平線で約7分
  - 長泉なめり駅西口より長泉・清水循環バス（日6往復）で約15分
  - JR東海道本線 御殿場線 沼津駅南口より富士急シティバス がんセンター線・ベックマン・コールター線で約30分（平日日中のみ、毎時1本程度）
    - ともに「ウェルディ長泉」または「城山」バス停下車、三ノ丸土塁へ直接行きたい方はがんセンター線、ベックマン・コールター線、駿河平線「長泉北小学校」下車し目前
- 自動車
  - 新東名長泉沼津ICまたは東名沼津ICより、国道246号線裾野バイパス城山交差点を曲がる。（交差点一帯は二ノ丸跡地）
  - 南曲輪西側に城山神社公園の駐車場あり